# 下魏斯巴赫
下魏斯巴赫（德語：Unterweißbach）是德国图林根州的一个市镇。总面积13.14平方公里，总人口791人，其中男性393人，女性398人（2011年12月31日），人口密度60人/平方公里。